# العلاقات الجورجية الليبية
العلاقات الجورجية الليبية هي العلاقات الثنائية التي تجمع بين جورجيا وليبيا.

## مقارنة بين البلدين
هذه مقارنة عامة ومرجعية للدولتين:
| وجه المقارنة                                              | جورجيا                          | ليبيا                                       |
| --------------------------------------------------------- | ------------------------------- | ------------------------------------------- |
| المساحة (كم2)                                             | 69.70 ألف                       | 1.76 مليون                                  |
| عدد السكان (نسمة)                                         | 3.72 مليون                      | 6.37 مليون                                  |
| الكثافة السكانية (ن./كم²)                                 | 53.37                           | 3.62                                        |
| العاصمة                                                   | تبليسي، كوتايسي                 | طرابلس                                      |
| اللغة الرسمية                                             | اللغة الجورجية، اللغة الأبخازية | اللغة العربية، اللغة العربية الفصحى الحديثة |
| العملة                                                    | لاري جورجي                      | دينار ليبي                                  |
| الناتج المحلي الإجمالي (بليون دولار)                      | 15.16 مليار                     | 50.98 مليار                                 |
| الناتج المحلي الإجمالي (تعادل القوة الشرائية) بليون دولار | 35.68 مليار                     | 69.32 مليار                                 |
| الناتج المحلي الإجمالي الاسمي للفرد دولار أمريكي          | 3.79 ألف                        |                                             |
| الناتج المحلي الإجمالي للفرد دولار أمريكي                 |                                 | 15.60 ألف                                   |
| مؤشر التنمية البشرية                                      | 0.754                           | 0.724                                       |
| رمز المكالمات الدولي                                      | +995                            | +218                                        |
| رمز الإنترنت                                              | .ge، .გე ‏                       | .ly                                         |
| المنطقة الزمنية                                           | ت ع م+04:00                     | ت ع م+02:00، توقيت شرق أوروبا               |

## منظمات دولية مشتركة
يشترك البلدان في عضوية مجموعة من المنظمات الدولية، منها:
| علم المنظمة | اسم المنظمة                   | تاريخ انضمام جورجيا | تاريخ انضمام ليبيا |
| ----------- | ----------------------------- | ------------------- | ------------------ |
|             | البنك الدولي للإنشاء والتعمير | 7 أغسطس 1992        | 17 سبتمبر 1958     |
|             | يونسكو                        | 7 أكتوبر 1992       | 27 يونيو 1953      |
|             | الاتحاد البريدي العالمي       | ?                   | ?                  |
|             | الاتحاد الدولي للاتصالات      | 7 يناير 1993        | 3 فبراير 1953      |
|             | مؤسسة التمويل الدولية         | 29 يونيو 1995       | 18 سبتمبر 1958     |
|             | الأمم المتحدة                 | 31 يوليو 1992       | 14 ديسمبر 1955     |
|             | مؤسسة التنمية الدولية         | 31 أغسطس 1993       | 1 أغسطس 1961       |

## وصلات خارجية
- موقع وزارة الخارجية الجورجية
- موقع وزارة الخارجية الليبية